# Buttermilch

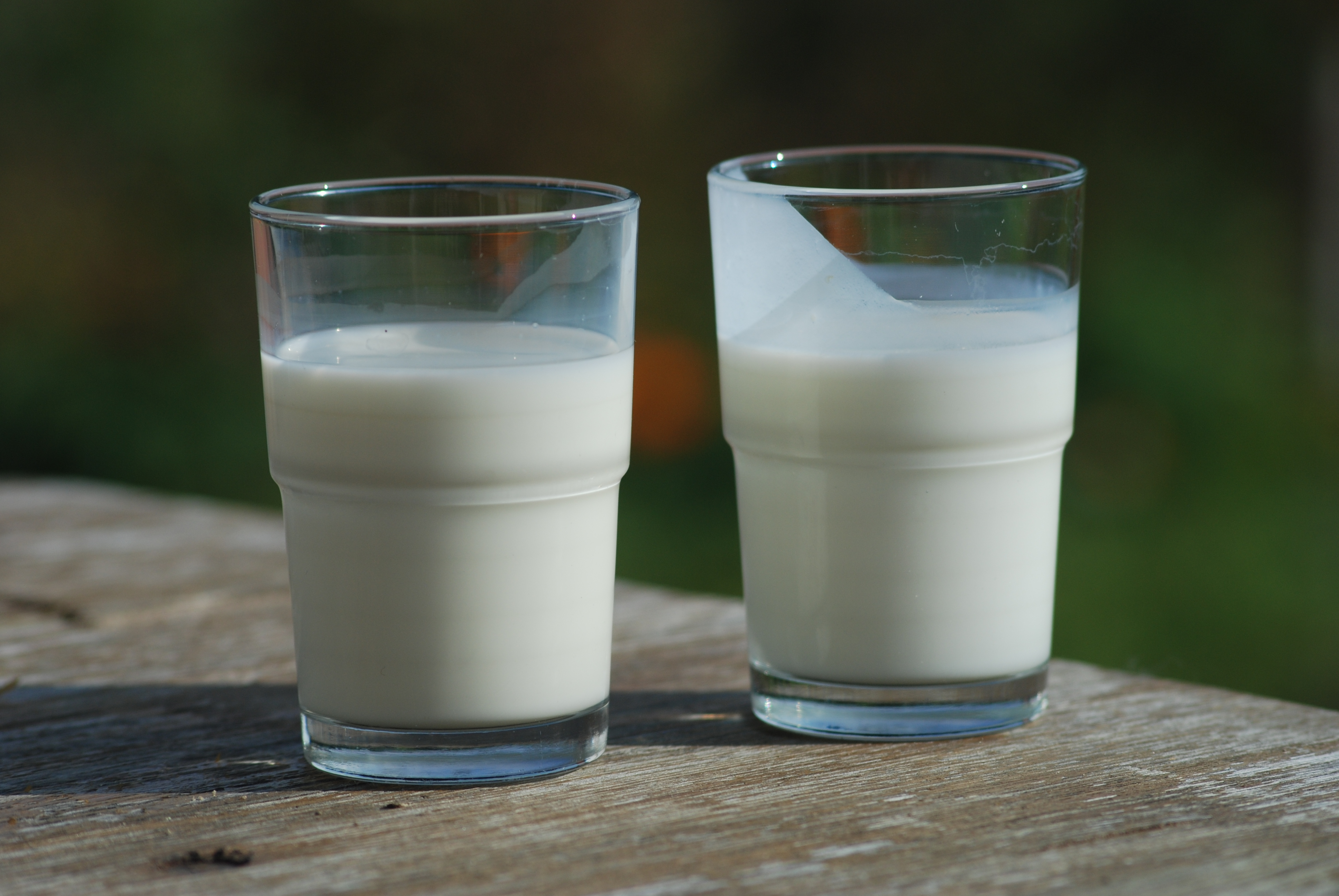
Vollmilch (links) und Buttermilch (rechts).

Als Buttermilch bezeichnet man verschiedene Milcherzeugnisse. Teilweise wird sie auch als Milchsorte angesehen. Sie entsteht bei der Butterung durch die Trennung des Butterkorns von der im Rahm enthaltenen Flüssigkeit. Sie hat üblicherweise einen Milchfettgehalt von weniger als einem Prozent.

## Herstellung
Die Basis von Buttermilch ist Rahm, der durch Zentrifugieren der Rohmilch von der Magermilch getrennt wird. Nachdem der Rahm ggf. durch Standardisieren und Pasteurisieren weiterbehandelt worden ist, reift er für die Herstellung von Süßrahmbutter oder man säuert ihn für Sauerrahmbutter. Bei der Butterung werden die meisten festen Bestandteile von der verbleibenden Flüssigkeit getrennt, die als Buttermilch bezeichnet wird. In Österreich muss Buttermilch gemäß dem Lebensmittelbuch aus saurem Rahm hergestellt werden.
Ebenso wird das aus der unmittelbaren Herstellung von Milchfetterzeugnissen der Gruppe XVII der Milcherzeugnisverordnung aus Sahne anfallende Erzeugnis als Buttermilch bezeichnet.

## Sorten und Erzeugnisse
- Buttermilch: als Standardsorte, Zusatz von Wasser oder Magermilch erlaubt
- Reine Buttermilch: als Standardsorte, Zusatz von Wasser oder Magermilch verboten, Erhöhung der Trockensubstanz nur durch Wasserentzug erlaubt

Eine Anreicherung der Flüssigkeit mit Milcheiweißerzeugnissen oder Rahm ist für Standardsorten untersagt. Eine Wärmebehandlung zur Verlängerung der Haltbarkeit ist zulässig.
- Süße Buttermilch: entsteht bei der Herstellung von Süßrahmbutter
- Saure Buttermilch: entsteht bei der Herstellung von Sauerrahmbutter bzw. Butter aus gesäuertem Rahm oder durch die Säuerung von süßer Buttermilch durch die Zugabe von Milchsäurebakterien
- Geschlagene Buttermilch
- Buttermilchzubereitung: Zugabe von Früchten und Aromastoffen.

Die Mischung von Buttermilch und Magermilch wird häufig als Sauermilch, Trinksauermilch, Milchsauermagermilch oder saure Magermilch bezeichnet. Als Trockenmilcherzeugnis wird Buttermilchpulver aus diesen Erzeugnissen hergestellt.

## Nährwerte
Buttermilch enthält etwa 3,5 g Proteine, 0,5 g Fett und 4,0 g Kohlenhydrate pro 100 g (ca. 100 ml) sowie 1 mg Cholesterin, 750 mg Mineralstoffe und keine Ballaststoffe. Der physiologische Brennwert entspricht somit 156 kJ (37 kcal) pro 100 g. In Buttermilch sind auch Vitamin B2, B5 und B12 sowie Calcium, Kalium und Phosphat in größeren Mengen vorhanden.